# Балка Грицанова
Балка Грицанова — балка (річка) в Україні у Кам'янському районі Дніпропетровської області. Права притока річки Сухої Сури (басейн Дніпра).

## Опис
Довжина балки приблизно 5,50 км. Формується декількома струмками та загатами. На деяких ділянках балка пересихає.

## Розташування
Бере початок на північно-східній околиці села Степове. Тече переважно на південний схід і у селі Благовіщенка впадає у річку Суху Суру, ліву притоку річки Мокрої Сури.

## Цікаві факти
- Від витоку балки на західній стороні на відстані приблизно 2,00 км пролягає автошлях Т 0430[2] (автомобільний шлях територіального значення у Дніпропетровській області. Пролягає територією   Кам'янського району через Кам'янське — Кринички — Світлогірське. Загальна довжина — 17,6 км.).
- У XIX столітті на балці існували скотний двір та декілька хуторів[1].